# Patrycjusz (tytuł)
Patrycjusz (łac. patricius, gr. πατρίκιος) – tytuł honorowy wysokich urzędników w późnym cesarstwie rzymskim, wprowadzony przez Konstantyna Wielkiego na początku IV w. Pierwotnie był przyznawany tylko wąskiej grupie osób, których cesarz chciał szczególnie uhonorować. Na Zachodzie w zasadzie zanikł wraz z upadkiem Cesarstwa zachodniorzymskiego, choć okazjonalnie był używany. Papież Stefan II przyznał tytuł „patrycjusza rzymskiego” (patricius romanorum) Pepinowi Krótkiemu. 
Tytuł ten dłużej istniał w Cesarstwie Bizantyjskim, gdzie posługiwał się nim m.in. egzarcha Rawenny. W czasach Justyniana Wielkiego uległ jednak powoli degradacji, nadawany często wysoko urodzonym przeciwnikom cesarza, zsyłanym na „dobrowolną emeryturę” na prowincji. W ten sposób tytuł patrycjusza otrzymał np. pokonany król Wandalów, Gelimer. Z czasem, wraz z rozbudową nowych, greckich tytułów urzędniczych i arystokratycznych tytuł patrycjusza stracił zupełnie na znaczeniu i ostatecznie w XII wieku wyszedł z użycia.